# Copris ramosiceps
Copris ramosiceps är en skalbaggsart som beskrevs av Gillet 1921. Copris ramosiceps ingår i släktet Copris och familjen bladhorningar. Inga underarter finns listade i Catalogue of Life.